# Rice & Curry
Rice & Curry är det första musikalbumet med malmöartisten Jonny Jakobsen som här kallas Dr. Bombay. Släppt 1998.
Albumet är skrivet och producerat av Dea'n, Robert Uhlmann och Robin Rex. Värt att notera är att refrängerna till de två singlarna "Calcutta" och "S.O.S." till melodin är identiska, sånär som på två toner.

## Låtlista
1. Intro – 0:38
2. Dr Boom-Bombay – 3:22
3. Calcutta (Taxi Taxi Taxi) – 3:19
4. Rice & Curry – 3:13
5. Safari – 3:23
6. S.O.S (The Tiger Took My Family) – 3:26
7. Holabaloo – 3:04
8. Shaky Snake – 3:03
9. Girlie Girlie – 3:10
10. My Sitar – 3:04
11. Indy Dancing – 3:18
12. Outro – 2:11